# Traité de Hell Gate

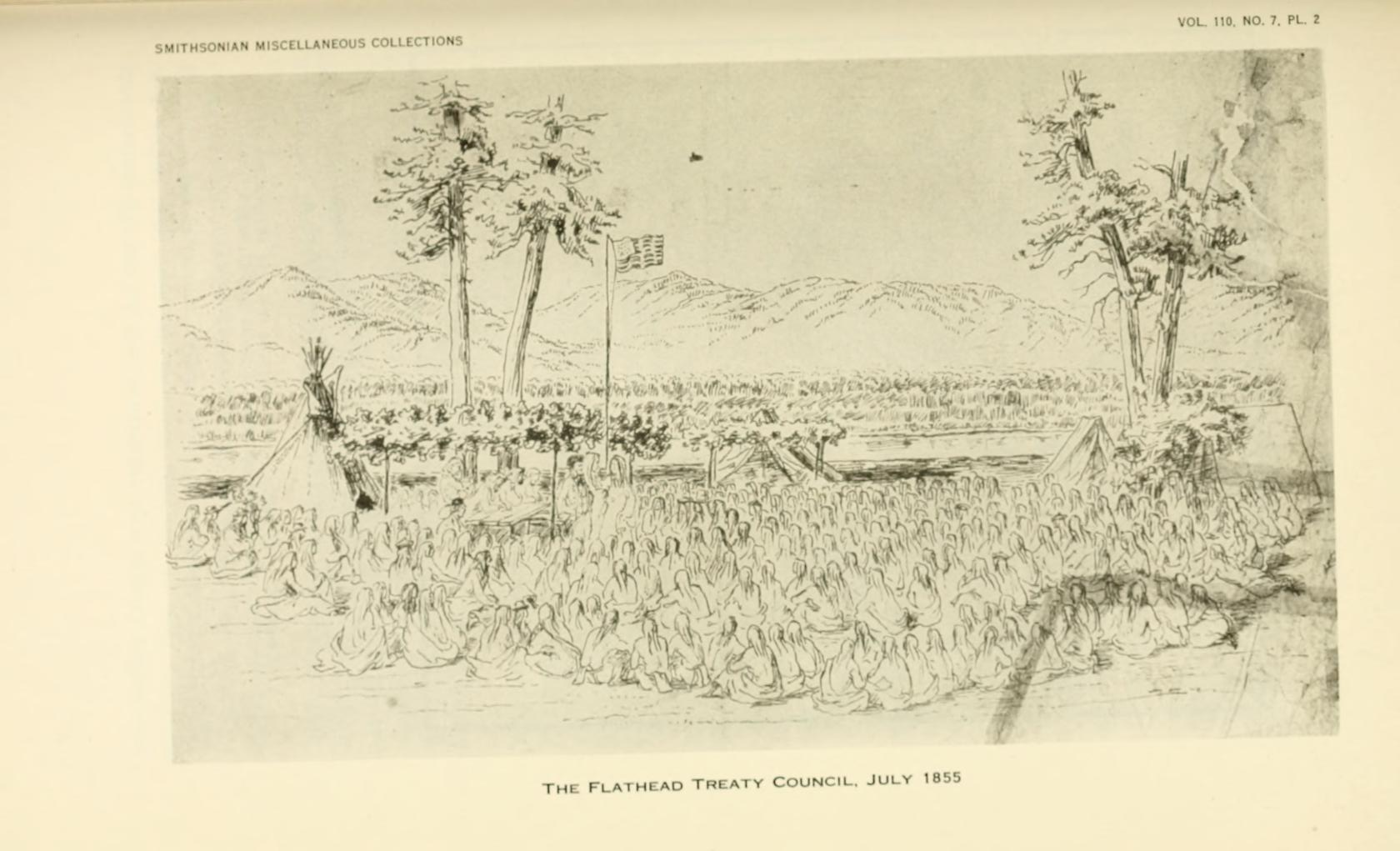
Le conseil du traité de Hell Gate.

Le traité de Hell Gate (également orthographié Hellgate) est un traité signé le 16 juillet 1855 à Hell Gate dans le Montana actuel entre les États-Unis et des représentants des Têtes-Plates, Pend d'Oreilles et Kootenays.
Selon les termes du traité, les Amérindiens devaient céder l'ensemble de leurs terres en échange de 120 000 $ et la création d'une réserve indienne dans l'Ouest du Montana, la réserve indienne des Têtes-Plates.